# Toirano
Toirano é uma comuna italiana da região da Ligúria, província de Savona, com cerca de 2.089 habitantes. Estende-se por uma área de 18 km², tendo uma densidade populacional de 116 hab/km². Faz fronteira com Balestrino, Bardineto, Boissano, Borghetto Santo Spirito, Castelvecchio di Rocca Barbena, Ceriale.

## Demografia
| Variação demográfica do município entre 1861 e 2011                               |
|                                                                                   |
| Fonte: Istituto Nazionale di Statistica (ISTAT) - Elaboração gráfica da Wikipedia |